# Tachinomyia similis
Tachinomyia similis là một loài ruồi trong họ Tachinidae.